# Palača Skočibuha
Palača Skočibuha renesansna je palača obitelji Stjepović-Skočibuha, smještena u Restićevoj ulici u Dubrovniku, u gradskom predjelu Pustijerni. Izgrađena je između 1549. i 1553. godine te je jedna od rijetkih do danas očuvanih dubrovačkih renesansnih palača koja je preživjela sve prirodne i društvene potrese. Danas je dijelom u funkciji stambene zgrade, a dijelom neiskorištena i prepuštena propadanju.

## Povijest
Palača je izgrađena na mjestu nekadašnje kuće vlastelina Nika Đurđevića. Naručitelj palače bio je pučanin Tomo Stjepović zvani Skočibuha, pripadnik obitelji pomoraca sa Šipana. Rođen je 1484. godine, a obogatio se pomorstvom, brodogradnjom i trgovinom. 
U razdoblju od 1527. do 1557. godine intenzivno kupuje zemlju i kuće te gradi palače za sebe i svoju obitelj. O njegovoj poslovnoj umješnosti, ali i o promjeni društvene strukture u tom razdoblju, najbolje svjedoči činjenica da je obiteljsku palaču dao izgraditi na Pustijerni, prestižnome dijelu grada koji je dotad kroz povijest bio rezerviran za vlastelu zbog blizine katedrale i Kneževa dvora (što je palača bliža javnom i crkvenom središtu grada, to je njen vlasnik bitniji). Nakon Tomove smrti 1559. godine, glavom obitelji postaje njegov sin Vice koji uspješno nastavlja očeve poslove i, baš kao i otac, gradi ljetnikovac na otoku Šipanu u mjestu Suđurađ te palaču na „Tri crkve“.
Za nacrt pročelja palače na Pustijerni koji nastaje 1549. godine zaslužan je majstor Antun iz Padove. Gradili su je od 1550. do 1553. godine domaći majstori pod vodstvom Ivana Doriša. Za kameni namještaj i prozore trećega kata bili su zaduženi Josip i Ivan Andrijić. 
Palača je nakon obitelji Skočibuha mijenjala vlasnike, a posljednja plemićka obitelj u čijem je vlasništvu bila jest obitelj Bizzaro.

## Opis

### Tlocrt
U svojoj tlocrtnoj dispoziciji ova građevina ne ističe se previše od ustaljenih praksi onodobne dubrovačke gradnje palača, koristi tradicionalni gotički trodijelni sistem, dakle na svim etažama postoje tri prostorije: središnja (najšira) i dvije bočne (nešto uže). Trodijelni sistem nije renesansna inovacija, ali će se u Dubrovniku nastaviti koristiti zbog praktičnih razloga (nemogućnost širenja grada van zidina, srednjovjekovna parcelacija na velikom dijelu grada, posebno na Pustijerni koja je jedan od najstarijih dijelova Dubrovnika). Neće se ipak koristiti prečesto, upravo zbog ograničenosti prostorom pa će se tako često naći samo dvije prostorije na katu. U prizemlju se iznimno nalaze četiri prostorije: dva magazina (sjeverniji, manji te južni koji je veći), predvorje i ostava koja se nalazi iza predvorja, a između dva magazina. Moguće je da je tlocrt prizemlja drukčiji zbog toga što je palača nastala nad starijom palačom, koja je imala usitnjenije prostorije. U malom predvorju nalazi se gustijerna s grbom obitelji Stjepović na kruni, široko kameno pilo s jednom policom zaključeno segmentnim lukom, dekorativne zidne niše i stubište s ukrašenom balustradom. Iz prizemlja stubište vodi u središnju prostoriju prvog kata u koju se otvara balustradom. Od prvog kata na više stubište se nalazi u prostoru klončine iza začelja da bi se uštedjelo na unutarnjem prostoru te da bi se mogao postići trodijelni sistem koji se koristi na katovima. Kamena plastika ukrašena je vegetabilnim motivima. Popločenje hodnika raznobojnim glinenim pločicama i ciglama u velikoj je mjeri motivima. Popločenje hodnika raznobojnim glinenim pločicama i ciglama u velikoj je mjeri ostalo sačuvano. Na prvom katu već se javlja trodijelni raspored prostorija sa središnjom dvoranom koja je najveća i najosvjetljenija (s dva prozora). U najjužnijoj prostoriji sačuvan je kasetirani drveni strop iz perioda vlasništva obitelji Bizzaro (18. stoljeće), ukrašen pozlatom i uljnim oslikom. Obiteljski grb u središnjem polju naknadno je dodan u 19. stoljeću. Na drugom katu strop nose obojane grede koje počivaju na konzolama. Treći kat, piano nobile, u središnjoj je prostoriji nekoć imao balatorij (drvenu galeriju za glazbenike) kojeg danas više nema, ali je zato ostalo sačuvano bogato ukrašeno zidno pilo više od tri metra visoko, a smješteno u edikulu – uokvireno kompozitnim polustupovima koji nose gređe.
U presjeku građevine možemo vidjeti da su prizemlje i prvi kat iste visine, dok je drugi kat nešto viši. Treći kat gotovo je dvostruko viši od prvoga. Rast visine etaže prati i rast u visini i plasticitetu edikula prozorskih otvora.

### Pročelje
Pročelje ove palače značajno je zbog potpunog izostanka gotičkog stila – renesansni jezik arhitekture u potpunosti prevladava, što je za tradicionalistički nastrojenu dubrovačku sredinu dosta značajno. Znakovito je također i to što se radi o palači pučanina, a ne konzervativnih vlastelina koji su zbog očuvanja svog ugleda, naglašavanja svog staleža i starosti obitelji najčešće koristili gotičke elemente, makar samo na prozorima reprezentativnog kata (tzv. piano nobile). 
Palača je podijeljena na prizemlje, tri kata i potkrovlje. Postavljena je na bazu koja služi da bi se savladao pad terena. Visina palače uvjetovana je uskošću parcele. Sama fasada građena je na način standardan za Dubrovnik: od pravilnih kamenih klesanaca. Ugaona bugnato rustika proteže se od prizemlja do prvog kata. Pročelje je okomito podijeljeno na četiri prozorske osi koje se dosljedno prate kroz sve četiri etaže. U prizemlju su četiri ulaza. Druga vrata slijeva (najbogatije ukrašena) glavni su portal, ulaz u predvorje. Radi se o jednostavnom pravokutnom otvoru, istog oblika kao i susjedni, s jedinom razlikom u nešto većim dimenzijama samog otvora i naravno, smještanju u edikulu. Na edikuli korišten je pravilan albertijevski rimski dorski red. Isti motiv, samo u nešto manjem mjerilu, ponavlja se na drugom katu. Razlika je izostanak triglifa i dodavanje dekorirane balustrade u donjem dijelu edikule. Kroz tri kata pratimo stupnjevano povećavanje otvora i povećani plasticitet okvira prozorskih otvora. Prozorske edikule drugog kata kompleksnije su od onih na prvome. Zabat nose polustupovi dorskog reda. Na zabate edikula drugog kata gotovo se naslanjaju konzole koje nose velike edikule trećeg kata, plastički maksimalo istaknute u prostor. Njihove zabate nose slobodnostojeći stupovi kompozitnog reda te se može reći da postoji balkon, a ne samo ograda. Prisutan je obrat gređa (izmjena klasična trokutastog zabata i zabata zaključena segmentnim lukom), a sam otvor, polukružno zaključen pravokutnik, uokviren je pilastrima koji nose gređe luka na čijem je tjemenu konzola.

## Galerija slika
- Nacrt i presjek palače
- Tlocrti prvog i trećeg kata palače
- Portal palače
- Kasetirani strop prvog kata palače
- Prvo odmorište na stepenicama u palači

## Također pogledajte
- Ljetnikovac Vice Stjepovića-Skočibuhe na Šipanu

## Vanjske poveznice

### Sestrinski projekti
|  | Zajednički poslužitelj ima još gradiva o temi Palača Skočibuha |

### Mrežna mjesta
- 67. Dubrovačke ljetne igre: Ljetnikovac Skočibuha  Arhivirana inačica izvorne stranice od 15. kolovoza 2016. (Wayback Machine)
- Veza Dubrovnika s obitelji Stjepanović-Skočibuha